# Іродіон (апостол від 70)

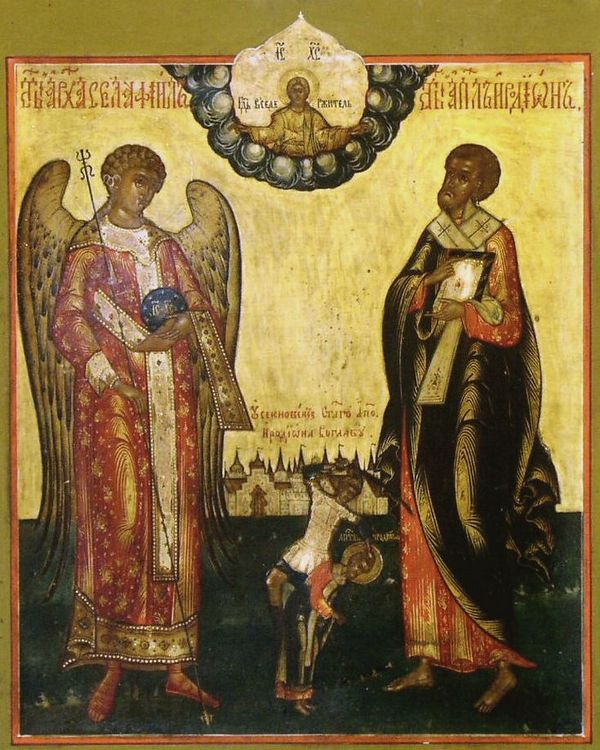
Святий Іродіон та архангел Селафиїл

Іродіон (грец. Ηρωδίων, ? — бл. 68, Рим) — апостол від сімдесяти, родич апостола Павла, який згадує про нього у своєму посланні до римлян: «Вітайте мого родича Іродіона» (Рим. 16:11). Вшановується як священномученик, пам'ять в православній церкві — 4 січня (Собор апостолів від сімдесяти), 8 квітня, 10 листопада (за юліанським календарем), в католицькій церкві — 8 серпня.
За переказами, він був єпископом в Патрасі й помер мученицькою смертю за імператора Нерона разом з апостолами Петром і Павлом. Це поширене згодом християнське ім'я, ймовірно, походить від Ірода, подібно до того, як ім'я Кесарій — від слова кесар.
Детальні відомості про апостола Іродіона, засновані на церковному переказі, містяться в мінеях Димитрія Ростовського:

| Святий Апостол Іродіон, — родич по плоті святого Апостола Павла, — походив з Кілікії міста Тарса. Він був супутником і співробітником святих Апостолів Петра і Павла і був ними ж поставлений на єпископа міста Патри. У сані єпископа святий Іродіон діяльно поширював вчення християнське серед еллінів-язичників. Так як святий Іродіон багатьох з язичників навернув до Христа, то Юдеї через заздрощі, змовившись з ідолянами-греками, взяли святого силою і всіляко мучили його, при цьому одні з мучителів без милосердя били святого, інші кидали в нього каміння, треті вдаряли його палицями по голові. Один з мучителів вдарив святого ножем настільки сильно, що він впав намертво; думаючи, що святий помер, мучителі залишили його. Але святий Апостол по благодаті Божій залишився живим і потім чимало потрудився в Римі, проповідуючи слово Боже разом зі святим первоверховним апостолом Петром. |